# Perry Jones
Perry James Jones III (Winnsboro, Louisiana; 24 de septiembre de 1991) es un jugador de baloncesto estadounidense que actualmente forma parte de la plantilla del Al Ahli Jeddah de Arabia Saudita. Con 2,11 metros de estatura, juega en la posición de alero.

## Trayectoria deportiva

### Universidad
Tras haber disputado en 2010 el prestigioso McDonald's All-American Game, jugó durante dos temporadas con los Bears de la Universidad de Baylor, en las que promedió 13,7 puntos, 7,4 rebotes y 1,7 asistencias por partido. En su primera temporada promedió 13,9 puntos y 7,2 rebotes por partido, lo que le sirvió para aparecer en el segundo mejor quinteto de la Big 12 Conference.
Al año siguiente apareció en el tercer mejor quinteto, tras promediar 13,5 puntos y 7,6 rebotes por partido.

### Profesional
Fue elegido en la vigésimo octava posición del Draft de la NBA de 2012 por los Oklahoma City Thunder, aunque las predicciones anteriores a la elección le aseguraban un puesto más alto, pero una lesión en la rodilla le hizo perder posiciones. Debutó el 2 de noviembre ante Portland Trail Blazers, logrando dos puntos y dos rebotes. Durante su temporada de rookie, fue varias veces asignado a los Tulsa 66ers de la Liga de desarrollo de la NBA.
Con la ausencia del alero titular Kevin Durant, Jones toma su lugar y en su primer partido como titular es capaz de anotar su máxima de carrera con 32 puntos contra los Clippers, en su segundo partido anota 23 contra los Nuggets.
El 14 de julio de 2015, Perry fue traspasado a los Boston Celtics a cambio de una selección de segunda ronda del draft de 2019. Pocos días antes del comienzo de la temporada 2015-16 fue despedido.
En agosto de 2016 fichó por el BK Jimki ruso, pero el 11 de octubre rompieron el contrato tras disputar un único partido. El 15 de noviembre fichó de nuevo por los Iowa Energy.
En 2019, regresa a Europa y firma por el Bursaspor de la BSL, en el que jugaría durante temporada y media.
El 29 de enero de 2021 firma por el s.Oliver Baskets de la Basketball Bundesliga.
El 19 de agosto de 2024 firma por el Al Ahli Jeddah de la SBL de Arabia Saudita.

## Estadísticas de su carrera en la NBA

### Temporada regular
| Año     | Equipo        | PJ  | PT | MPP  | %TC  | %3P  | %TL  | RPP | APP | ROB | TPP | PPP |
| ------- | ------------- | --- | -- | ---- | ---- | ---- | ---- | --- | --- | --- | --- | --- |
| 2012-13 | Oklahoma City | 38  | 1  | 7.4  | .394 | .000 | .667 | 1.6 | .3  | .1  | .2  | 2.3 |
| 2013-14 | Oklahoma City | 62  | 7  | 12.3 | .459 | .361 | .667 | 1.8 | .4  | .2  | .3  | 3.5 |
| 2014-15 | Oklahoma City | 43  | 13 | 14.7 | .397 | .233 | .649 | 1.8 | .4  | .4  | .2  | 4.3 |
| Total   | Total         | 143 | 21 | 11.7 | .420 | .293 | .660 | 1.8 | .4  | .3  | .2  | 3.4 |

### Playoffs
| Año   | Equipo        | PJ | PT | MPP | %TC  | %3P   | %TL  | RPP | APP | ROB | TPP | PPP |
| ----- | ------------- | -- | -- | --- | ---- | ----- | ---- | --- | --- | --- | --- | --- |
| 2013  | Oklahoma City | 1  | 0  | 5.0 | .000 | .000  | .000 | 1.0 | .0  | .0  | .0  | .0  |
| 2014  | Oklahoma City | 9  | 0  | 5.1 | .500 | 0.429 | .000 | .9  | .1  | .0  | .1  | 1.7 |
| Total | Total         | 10 | 0  | 5.1 | .462 | .429  | .000 | .9  | .1  | .0  | .1  | 1.5 |